# M. Stanley Whittingham
M. Stanley Whittingham (n. 22 decembrie 1941, Nottingham, Anglia, Regatul Unit) este un chimist britanic. Este profesor și director al Institutului de Cercetare a Materialelor de la Binghampton University, parte din State University of New York.
A fost distins cu Premiul Nobel pentru Chimie (2019), împreună cu John B. Goodenough și Akira Yoshino, „pentru dezvoltarea acumulatorului litiu-ion”.

## Articole
- Ultimate limits to intercalation reactions for lithium batteries. Chem. Rev. 114, 11414–11443 (1976)